# Roméo Affessi Seka
Pour les articles homonymes, voir Seka (homonymie).
Roméo Seka Affessi est un footballeur ivoirien né le 19 février 1984.

## Biographie
Il débute le football dans les rues d'Abidjan en Côte d’Ivoire en 1995 avec des amis du quartier. Il est repéré par Jean-Marc Guillou qui le fait entrer à l'Académie Mimosifcom.
A 31 ans, il joue en 1ere provinciale à Schaerbeek.

## Carrière
- 2003-04 : KSK Beveren  Belgique
- 2004-05 : KSK Beveren  Belgique
- 2005-06 : KSK Beveren  Belgique
- 2006-07 : KSK Beveren  Belgique
- 2007-08 : RAEC Mons  Belgique